# 航海条例
航海条例（こうかいじょうれい、英Navigation Acts）は、1651年にイングランド共和国で制定された法律である。航海法、航海条令とも呼ばれる。イングランドの貿易をイングランド船に限定した。これにより、戦時にも十分な数の船を確保でき、重商主義を通じて、保護貿易主義の形を作ることになった。
Actsと複数形で呼ばれるのは、航海条例が制定されたのが複数回（1381年から1696年にかけて9回）だからであるが、ここでは、歴史的に最も頻繁に言及される1651年の航海条例を中心に扱う。

## 概要
1381年・1485年・1540年の航海条例は、海運を盛んにし、海上防衛を強化する点に重きが置かれていた。 1381年に成立した条例は、イングランド所有の船が当時は少なかったため、無効化した。1540年の法制定時には、イングランドの貿易商は、大きくて不便なイングランド船よりも、小回りの利くオランダ船を主に使いたがっていた。
1651年の航海条例は、オリバー・クロムウェルが実権を握っていたイングランド共和国の議会により可決され、共和国政府が発布した条例で、オランダ商人による中継貿易の排除を目的とした。英蘭戦争のきっかけとなり、イギリス商業革命の要因ともなった。
明文化はされていないが、フランスや当時中継貿易の主役であったオランダの排除が狙いであることは明白であり、この法案の起草者・支持者もそれを狙っていたといわれる。航海条例の制定を推進・支持した者について、オランダ商人に対抗していたイングランド貿易商人（特に特権から排除されていた密貿易商）の存在が指摘されている。

## 歴史的背景

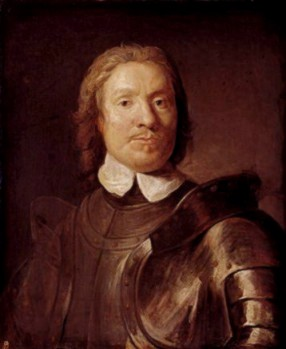
オリバー・クロムウェル

航海条例制定を決定づけたのは、八十年戦争におけるイングランドの貿易の大きな落ち込みであり、それと同時に起こった、スペイン帝国とオランダ共和国間の通商停止の解除だった。両国の通商停止が1647年に終わったことで、中継貿易港アムステルダムの全権と、他にオランダにおいて他国と競合しうるだけの利益とが解放された。
その後数年で、イングランドの商人はイベリア半島や地中海地域、レバントにおける貿易でオランダに圧倒された。イングランド植民地との貿易でさえも（当時は清教徒革命の最終段階に当たっていて、イングランド共和国が植民地に対してまだ権威を持っておらず、一部の王党派の勢力下にあった）イングランドは貿易面でオランダの独占状態に遭い、直接貿易もレバント、地中海、そしてスペインやポルトガル帝国からの商品が一気に押し寄せてきたため締め出しを食らい、西インド諸島との貿易もオランダの貨物船を使ったため、オランダの収益となった。
元より経済状態のよくなかったイングランドでは、1649年、貸付金の安全性を高めるべく、ランプ議会が教会や王室および王党派の領地没収を行った。それでも財政は潤わず、議会はニューモデル軍の縮減を要求するに至ったが、これに反発した軍はランプ議会を解散させ、総選挙を要請した。その後の国政は混乱を経て、新たにベアボーンズ議会と呼ばれる議会が誕生、やがて1653年にクロムウェルの護国卿就任へと繋がった。
イングランドとスコットランドは、これらの望まざる輸入にはかかわらないのが、どうやら正解のようだった。イングランドが先例としたのは、グリーンランドカンパニーが、1645年に、自社の船以外の貨物船で、クジラ製品輸入を禁じた条例だった。1648年には、レバントカンパニーが、国会に、トルコの商品を、オランダやほかの土地の経由でなしに、生産地からじかにイングランドに輸入してほしいとの請願を出した。バルト海沿岸の国々と貿易をおこなう商人たちもこれに便乗し、1650年にはStanding Council for Trade（常設貿易委員会）とイングランド共和国国務評議会とが、地中海や植民地の産物を、オランダ経由でイングランドに輸入されるのを阻止する総合法を立案した。

## 航海条例の制定
クロムウェルが実権を握っていた時期にこの法案が議会を通過したため「クロムウェル航海法」とも呼ばれるこの法案には、実際はクロムウェルは関わっていない。1651年10月に議会を通過したとき、クロムウェルは国王軍討伐の遠征の途上にあった。法案はピューリタン革命で議会に残ったランプ議会が通過させたが、この発案者や推進者が誰なのかは分かっていない。クロムウェルは、プロテスタント勢力が相争うことになると思われるこの法案に批判的であり、クロムウェル率いる軍と議会の溝は深まっていった。

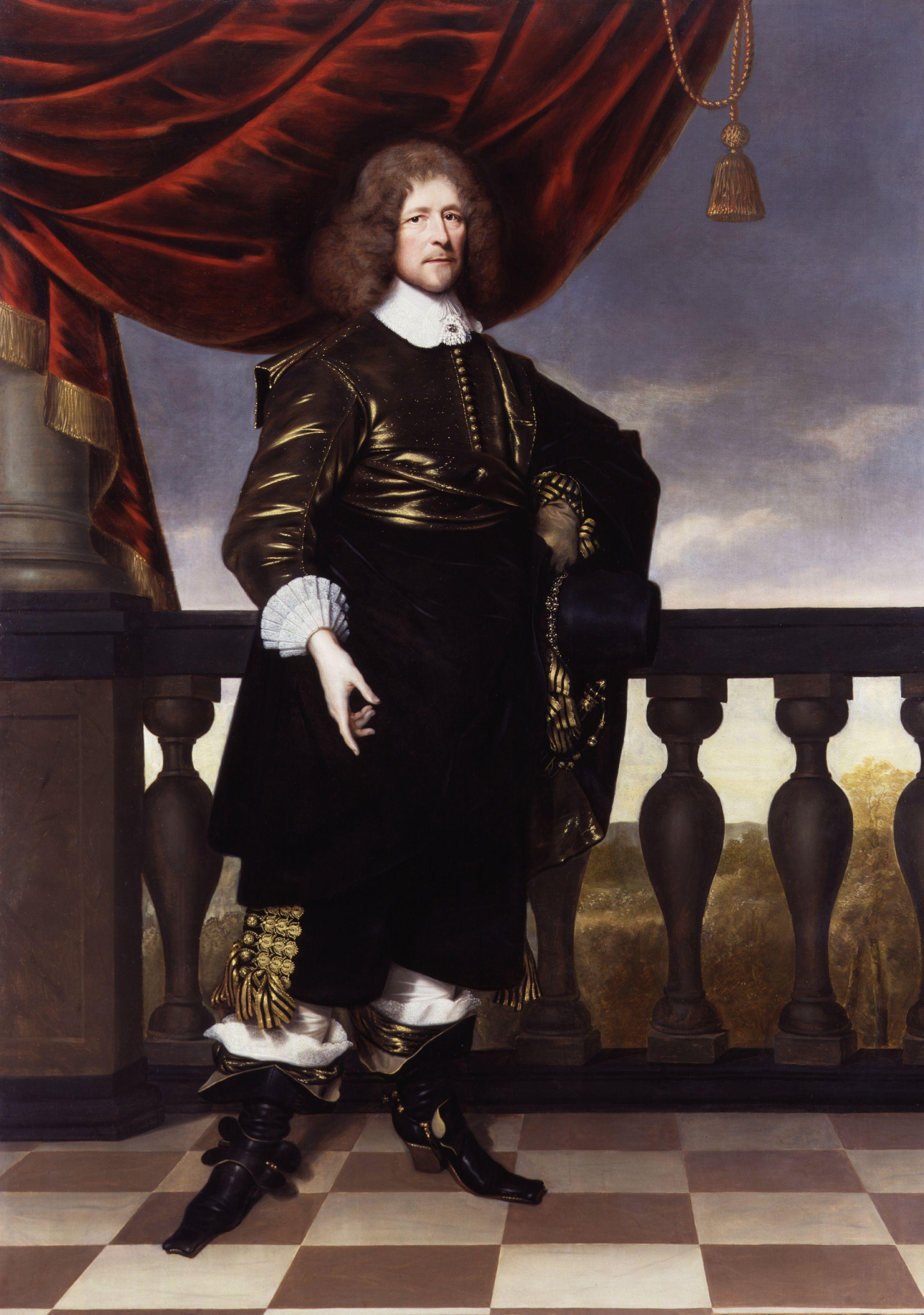
オリバー・シンジョン

1651年、クロムウェル指揮下の議会で、最初の航海条例の法案が可決された。この法案は、イングランドの植民地貿易の利権を守るため、そして、急成長するオランダの海洋貿易から、イングランドの産業を守る目的があった。
その条件としては
- イングランド及び植民地に外国船を入れない
- イングランド人（植民地の住民を含む）乗組員が、最低半数を占めること[8]
- イングランドの船であること[1]

である。また、イングランドは、居住地でなく国籍を重視したため、イングランド植民地の住民は、植民地間の貿易をおこなうことができた。
また、イングランド領アジアやアフリカの物品は、ブリテン諸島やアメリカの植民地のみにしか送れなかった。逆に、西インド諸島やアメリカの植民地からは、外国船で諸外国に送ることができ、ヨーロッパ諸国の輸出品は、イングランド船で運送するか、産出国の船で運ぶかのどちらかだった。
この条例は特にオランダに対象を絞っていた。元々同じプロテスタントの共和国（当時）として、友好関係にあったオランダとの関係が、三十年戦争でオランダがスペインの所領と市場の多くをものにしたことで変化、イングランドと張り合うようになった。オランダはヨーロッパの各国間での貿易の大部分と、イングランドの沿岸貿易の多くをも握っていた。
条例によりオランダは、不可欠であるイングランドとの貿易から締め出された。オランダの経済は競争力があったが、イングランドと互いを捕捉し合う関係にはなく、条例施行後も両国間での取引はなされていた。しかしこの条例によって、オランダの商業が依存していた中継貿易は無力化され、オランダの船は、オランダの輸出品（主に乳製品）をイングランドとその植民地に送るだけになった。しかも、この貿易での収益は、オランダの貿易収益全体ではごくわずかであった。
航海条例はしばしば第一次英蘭戦争の主な原因と言われるが、条例そのものは、イングランドの大々的な外交方針の一部でしかなかった。その方針に基づいて、オリバー・シンジョンとウォルター・ストリックランドが、イングランドとオランダの同盟を交渉したものの失敗に終わり、シンジョンは交渉で恥をかかされたことへの仕返しとして、この条例を推進した。

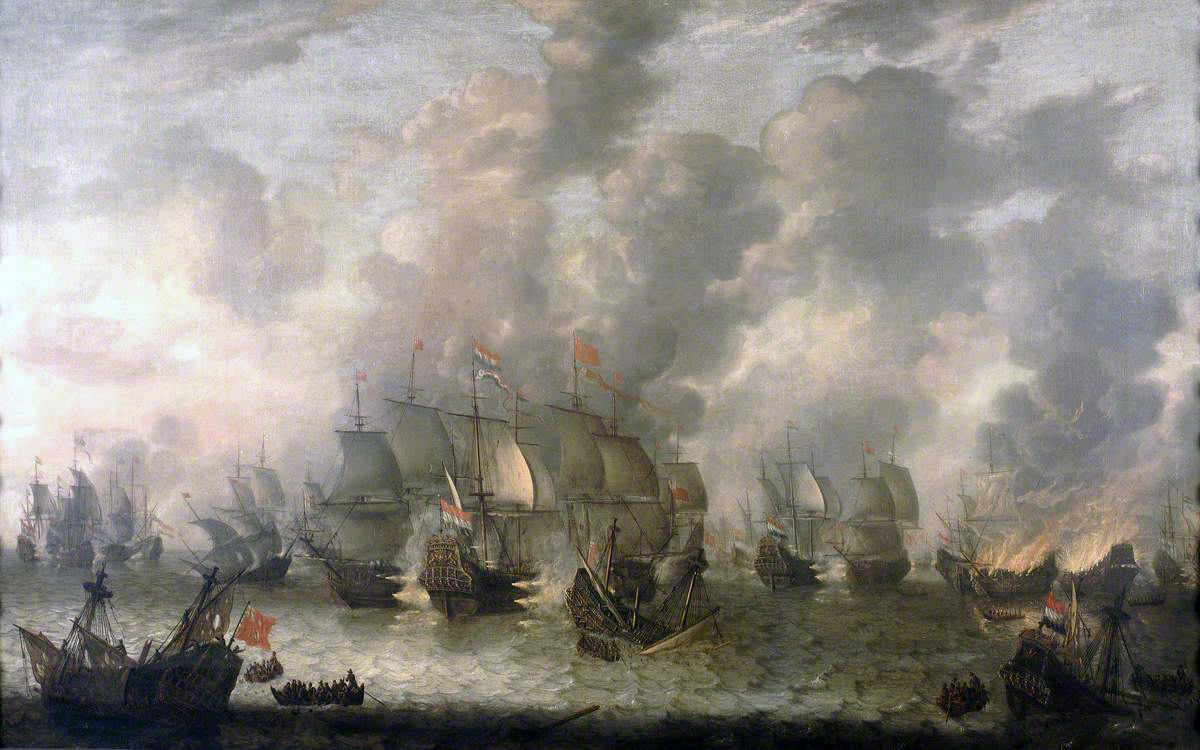
スケフェニンゲンの戦い
ベールストラーテン作

1652年、両国は交戦状態に踏み切った。1653年にイングランド海軍はポートランドの戦い、ガバードの戦い、そしてスケフェニンヘンの戦いの勝利と、自国領海の戦いで圧倒的な強さを見せた。元々は、1651年の条例の限定条項を無視したオランダ船への攻撃が発端だったが、バルト海や地中海といった、戦場をはるか離れた場所では、オランダはイングランドの貿易を停止し、独占権を握っていた。英蘭両国は、互いの首を真綿で締めるようなことをやっていた
。最終的に、オランダは条例を認めざるを得なくなった。
1658年にクロムウェルが没し、息子のリチャード・クロムウェルが護国卿に就任したが、軍との軋轢から失脚し、これが王党派の勢いに火をつけて清教徒革命の終焉と王政復古への道を早めた。航海条例は、王政復古後も続いたが、18世紀以後は様々な制約が加えられた。

## 1651年以降の航海条例

茶税法に反対するアメリカ住民の抗議行動（ボストン茶会事件）

1651年の航海条例は、イングランド植民地における外国船（オランダ船）の交易を禁じていた。1660年には、砂糖やタバコなどの植民地の主要産物は本国にのみ輸出できるとし（他国への輸出を禁止）、イングランドに直接送られる特定輸出品がリストアップされるようになった。特定輸出品は砂糖（1739年まで）、藍、タバコなどで、18世紀には米と糖蜜が加わった。さらに1663年の条例（指定市場法）は、ヨーロッパから植民地への輸出はイングランドを介して行うものとした。これによってイングランドは植民地との交易を完全に掌握するに至り、密貿易を取り締まる目的で1673年にも再制定された。1696年航海条例は、商務植民地庁（商務院、イギリス商務省の前身、Board of Trade and Plantations）を設置し、貿易の統制・監督を行わせるためのものであった。1773年にも、西インド諸島の砂糖を対象に重税を課した法が制定され、このため砂糖の値段が急騰した。この法は糖蜜条例と呼ばれた。

## 本国と植民地

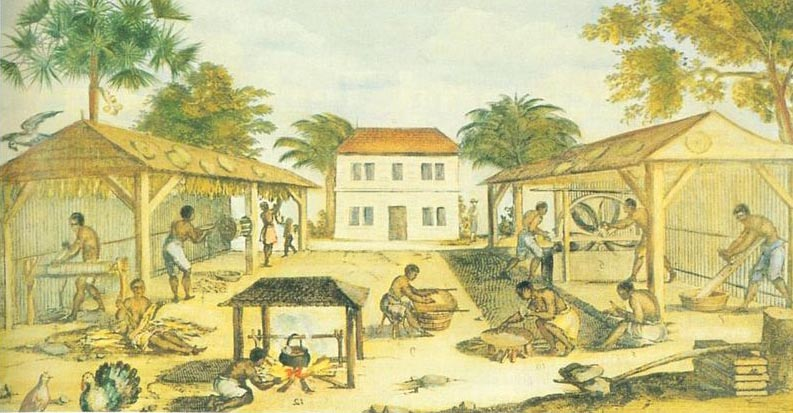
ヴァージニアのタバコ工場で働く奴隷たち

この航海条例は本国と植民地の相互関係にあったが、反対運動も起こった。ジェームズ2世が、条例を悪用して植民地の自主性を妨害したことへの非難や、この条例の課税手段化への反発もあった。また、本国の産業を守るために、帽子作りや羊毛工業に歯止めをかけ、植民地産業のダメージをもたらした。1750年にも、競合を避ける意味から、植民地の錬鉄や鋼加工の発達に待ったをかけたこともあった。 

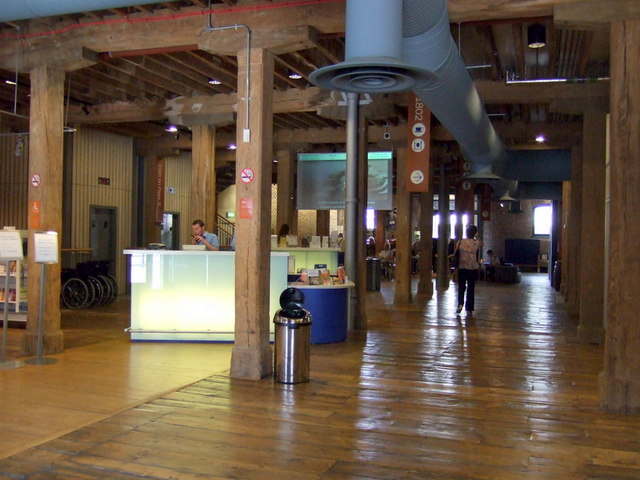
西インド諸島のドックランド博物館、元は砂糖工場であった。

帽子や鉄鋼にまつわるあからさまな制限、あるいは密輸は、かなり一般的に行われ、17世紀から18世紀にかけては、北アメリカへ、複雑な海岸線を利用しての密輸が後を絶たず、本国政府もこれへの対応が遅れていた。それ以外に関税機関の職権乱用や、賄賂、偽造などが密輸を手助けした。18世紀半ばには、密輸が当たり前になり、砂糖法（1764年）や茶法（1773年）が定められたが、密輸業者への懲罰というよりは、アメリカの愛国者蜂起の火に油を注ぐ結果となった。イギリス帝国の貿易は、アメリカ植民地あってこそのもので、また、ニューイングランドの造船産業は、航海条例による保護貿易の恩恵を受けていた。その後に開かれた第一回大陸会議では、ベンジャミン・フランクリンにより、航海条例をアメリカの諸植民地に沿って制定するという提案がなされた。
1707年の合同法施行までスコットランドは外国として扱われ、1670年から1779年の間、アイルランドは条例の適用外だった。

## 航海条例の廃止
これら諸航海条例は、次第に強制力の強いものとなり、それへの反発でアメリカ独立戦争が起こり、条例は重大な危機に瀕した。その後違法行為が増え、輸出品目の列挙は1822年に廃止された。
イギリスにおける自由貿易の支持者の台頭により、航海条例と同じく保護貿易政策だった穀物法が1846年に撤廃された。航海条例も1849年と1854年とを以て撤廃された。